# اکسترا ایی‌ای-۲۰۰
اکسترا ایی‌ای-۲۰۰ (به انگلیسی: Extra_EA-200) یک هواگرد ملخ‌پیشین تک‌موتوره از نوع آکروباتیک ساخت شرکت Extra Flugzeugbau است. هواگرد اکسترا ایی‌ای-۲۰۰ نخستین پروازش را در ۲ آوریل ۱۹۹۶ میلادی انجام داد.
طراح این هواگرد، Walter Extra بود.